# Pandora (mytologi)

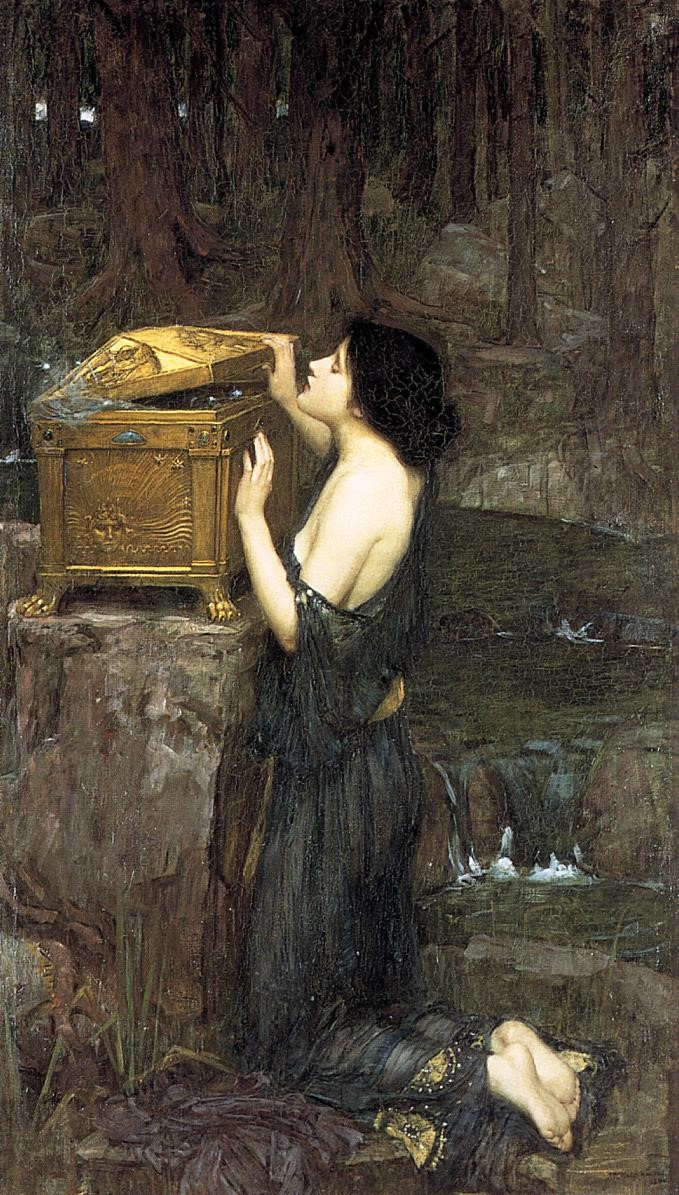
Pandora (1896) av John William Waterhouse.

I den grekiska mytologin var Pandora den första kvinnan, skapad av Hefaistos, smideskonstens gud, som en del av ett straff för att Prometheus hade avslöjat eldens hemlighet för människorna.

## Myten om Pandora
Myten om Pandora har nedtecknats av Hesiodos.

### Prometheus stjäl elden från gudarna
Epimetheus (”den som tänker efteråt”, det vill säga den omdömeslöse eller efterkloke) var ansvarig för att skänka alla djur positiva egenskaper, men när det blev människans tur fanns det inget kvar att ge henne. Epimetheus bror Prometheus (”den som tänker före”, det vill säga den kloke och förutseende) tyckte att människan var överlägsen alla andra djur och beslutade att ge henne en gåva som inget annat djur hade fått. Prometheus stal därför elden från Zeus och gav den till människorna.
Gudarna straffade Prometheus genom att kedja fast honom på ett berg. Varje natt kom en jättelik örn flygande och åt av hans lever som ständigt åter växte ut till nästa natt. Detta upprepades tills han så småningom blev befriad från sina lidanden av Herakles.

### Pandora skapas
När människorna fick elden slutade de att bry sig om gudarna. Genom att sända människorna en stor olycka för att återföra dem till gudarna fick därför Hefaistos uppdraget av Zeus att skapa en kvinna. Denne formade då en kvinnogestalt av lera och gudarna gav henne liv. Hon fick goda egenskaper och användbara föremål till skänks från olika gudar. Därför fick hon namnet Pandora, som betyder ”den allbegåvade”. Afrodite och Atena gav henne skönhet, konstfärdighet och förstånd och Hermes lärde henne inställsamhet och smicker. Pandora fördes av Hermes till Epimetheus som gåva från Zeus.

### Pandoras ask
Epimetheus hade varnats av sin bror Prometheus att inte ta emot någon gåva från Zeus, men blev förälskad i Pandora och tog henne till slut till hustru. Pandora hade med sig en ask som hon fått av Zeus och som hon aldrig fick öppna.
Epimetheus och Pandora levde lyckliga tillsammans en tid, men till slut gav Pandora efter för sin nyfikenhet och öppnade asken. Det visade sig att den innehöll en mängd olyckor och sjukdomar som flög ut över världen. När Pandora förskräckt stängde asken hade nästan hela dess innehåll redan flugit ut. Det enda som fanns kvar på botten av asken var hoppet.